# Chelonus macrellips
Chelonus macrellips är en stekelart som först beskrevs av Vladimir Ivanovich Tobias och Lozan 2003.  Chelonus macrellips ingår i släktet Chelonus och familjen bracksteklar. Inga underarter finns listade i Catalogue of Life.